# Простаков, Николай Викторович
Николай Викторович Простаков (1915—1989) — бригадир проходчиков шахты им. Сталина (ныне «Коксовая»), г. Прокопьевск.

## Биография
Родился в 1915 г. в селе Боровеньки, ныне Луганской области. С 18 лет пошел работать на шахты Донбасса, освоил несколько горняцких профессий. В 1942 г. Простаков эвакуировался в Кузбасс и оказался в большом дружном коллективе шахты «Коксовая» г. Прокопьевска. Здесь в годы войны он прочно завоевал звание одного из лучших проходчиков. Бригада, которую возглавлял Простаков, на протяжении 1947—1948 гг. неоднократно выходила победителем во Всесоюзном соревновании.
Указом Президиума Верховного Совета СССР от 28 августа 1948 года за выдающиеся успехи в деле увеличения добычи угля, восстановления и строительства угольных шахт и внедрение передовых методов работы, обеспечивающих значительный рост производительности труда удостоен звания Героя Социалистического Труда с вручением ордена Ленина и золотой медали «Серп и Молот». В этот же день получил и высокое звание Почётного шахтёра.
С 1956 года работал горным мастером и начальником участка на шахте им. Г. Капустина, Луганская область. Похоронен в г. Приволье Ворошиловградской области.